# Manuel Lima Fernandes de Sá
Manuel Lima Fernandes de Sá (Vila Nova de Gaia, 1903 - ?, 1980) foi um engenheiro e arquiteto português.

## Biografia
Manuel Lima Fernandes de Sá nasceu em Avintes, Vila Nova de Gaia, a 22 de Fevereiro de 1903 e era filho do escultor António Fernandes de Sá e de Lúcia de Araújo Lima, professora primária, pedagoga e fundadora do Colégio Araújo Lima.
Em 1926 concluiu o curso de Engenharia Civil na Faculdade de Engenharia da Universidade do Porto.
O seu primeiro trabalho foi o projeto de construção das alas laterais do Colégio Araújo Lima, situado na Rua da Constituição, no Porto, trabalho este que denunciou o seu interesse pela Arquitetura e neste sentido, parte em 1928 para Paris sendo admitido na École Supérieure des Beaux Arts de Paris. Obtém o diploma de arquiteto em 1934.
No tempo que passou nesta cidade teve a oportunidade de conviver com arquitetos como Garnier, Perret, Gromort, Feran ou Godefroy.
De regresso a Portugal em 1934, é admitido na Secção de Estudos da Direção Regional do Norte dos Monumentos Nacionais, onde, entre outros trabalhos, reajustou o desenho inicial da sede da Faculdade de Engenharia da Universidade do Porto, na Rua dos Bragas.
Manteve contactos com o arquiteto Januário Godinho e o pintor Guilherme Camarinha.
Na década de 50 colaborou com o arquiteto Octávio Lixa Filgueiras e com os engenheiros Matos Dias e Albuquerque Barbosa em diversos trabalhos. Ainda nessa década projetou os pavilhões de arquitetura e de Exposições da Escola Superior de Belas Artes do Porto (inaugurados em 1954), no "Palacete Braguinha", a Livraria Porto Editora, o Edifício Hoechst (1961), no Porto, a unidade satélite do Sanatório D. Manuel II, em Vila Nova de Gaia, etc.
Na década de 70 começa a abandonar progressivamente a arquitetura para se dedicar à produção de aguarelas e desenhos.
Faleceu a 5 de outubro de 1980.